# Imsil (queijo)
Imsil é um queijo, fabricado na Coreia do Sul, na região do mesmo nome. Uma pizzaria que usa o queijo Imsil em sua culinária ficou muito famosa, desde 2004 e a fama do queijo se espalhou.
O queijo tem origem de missionários católicos belgas que se instalaram na região e ensinaram os locais a fabricarem queijo. Criaram uma cooperativa nos meados da década de 1950 para o fabrico e o negócio foi crescendo cada vez mais. Essa cooperativa acabou se transformando na fábrica de queijos Imsil.